# نتیجه معکوس (فیلم ۱۹۸۸)
نتیجه معکوس (به انگلیسی: Backfire) یک فیلم سینمایی آمریکایی-کانادایی در سبک هیجان‌انگیز و معمایی در مورد یک مثلث عاشقانه قاتلی است که بین یک جانباز ثروتمند جنگ ویتنام، همسرش و یک مرد دیگر شکل می‌گیرد. این فیلم به کارگردانی گیلبرت کیتس و بازی کارن آلن، کیت کارادین، دین پال مارتین و جفری‌دیوید فاهی محصول سال ۱۹۸۸ میلادی است.

## داستان
مارا با دونی، کهنه سرباز ویتنام، ازدواج کرده و دارای دیدگاه‌های وحشتناک و کابوس از تجارب رزمی خود است. مارا با جیک رابطه برقرار می‌کند و با ملاقات با یک غریبه مرموز، رید، زندگی همه مختل می‌شود.

## بازیگران
- کیت کارادین در نقش رید
- کارن آلن در نقش مارا
- جفری‌دیوید فاهی در نقش دانی
- دین پال مارتین در نقش جیک
- برنی کیسی در نقش کلینتون
- دینه مانوف در نقش جیل تایسون